# وزارة التعليم العالي والعلوم والبحث والابتكار
وزارة التعليم العالي والعلوم والبحث والابتكار (بالتايلندية: กระทรวงการอุดมศึกษา วิทยาศาสตร์ วิจัยและนวัตกรรม)‏ هي وزارة حكومية تايلاندية مسؤولة عن الإشراف على التعليم العالي والبحث والعلوم والتكنولوجيا في تايلاند.